# Fosfatidilholin—retinol O-aciltransferaza
Fosfatidilholin—retinol O-aciltransferaza (EC 2.3.1.135, lecitin---retinol aciltransferaza, fosfatidilholin:retinol-(ćelijski-retinol-vezujući-protein) O-aciltransferaza, lecitin:retinol aciltransferaza, lecitin-retinol aciltransferaza, retinil estarska sintaza, LRAT, lecitin retinol acilna transferaza) je enzim sa sistematskim imenom fosfatidilholin:retinol—(cellular-retinol-binding-protein) O-aciltransferaza. Ovaj enzim katalizuje sledeću hemijsku reakciju
fosfatidilholin + retinol---[ćelijski-retinol-vezujući-protein] {\displaystyle \rightleftharpoons } 2-acilglicerofosfoholin + retinil-estar---[ćelijski-retinol-vezujući-protein]
Ovaj enzim je ključan za retinoidni metabolism. On katalizuje transfer acil grupa sa sn-1 pozicija fosfatidilholina na retinol, čime se formiraju retinil estari, koji se zatim skladište. On prepoznaje supstrat u slobodnoj formi i vezan za ćelijski-retinol-vezujući-protein, ali ima veći afinitet za vezanu formu. Ovaj ezim takođe esterifikuje 11-cis-retinol.

## Literatura
- Nicholas C. Price; Lewis Stevens (1999). Fundamentals of Enzymology: The Cell and Molecular Biology of Catalytic Proteins (Third изд.). USA: Oxford University Press. ISBN 019850229X.
- Eric J. Toone (2006). Advances in Enzymology and Related Areas of Molecular Biology, Protein Evolution (Volume 75 изд.). Wiley-Interscience. ISBN 0471205036.
- Branden C; Tooze J. Introduction to Protein Structure. New York, NY: Garland Publishing. ISBN 0-8153-2305-0.
- Irwin H. Segel. Enzyme Kinetics: Behavior and Analysis of Rapid Equilibrium and Steady-State Enzyme Systems (Book 44 изд.). Wiley Classics Library. ISBN 0471303097.
- William P. Jencks (1987). Catalysis in Chemistry and Enzymology. Dover Publications. ISBN 0486654605.

## Spoljašnje veze
- Phosphatidylcholine—retinol+O-acyltransferase на 